# Systematiek en taxonomie van A tot Z
Verwante overzichten zijn:
- Biologie van A tot Z
- Biogeografie van A tot Z
- Ecologie van A tot Z
- Genetica van A tot Z
- Natuur en milieu van A tot Z
- Natuurkunde van A tot Z
- Plantkunde van A tot Z
- Vegetatiekunde van A tot Z

## A
Aberratie (biologie) - 
Abiogenese - 
Adaptatie (biologie) - 
Adaptieve radiatie - 
Adventief (biogeografie) - 
Adventief (morfologie) -
Afdeling (biologie) - 
Allopatrische soortvorming - 
Amoebozoa - 
Analogie (biologie) - 
Anatomie - 
Apomorfie - 
Arboretum - 
Archeofyt - 
Archaea - 
Archaeplastida - 
Areaal - 
Auct. - 
Autapomorfie - 
Autochtoon (biogeografie) - 
Autoniem

## B
Bacteria - 
Basale clade - 
Basioniem - 
Beschrijvende plantennaam - 
Beschrijving - 
Binaire naam - 
Binomen - Binominale nomenclatuur - 
Biogeografie - 
Bioom - 
Botanische naam - 
Botanische nomenclatuur - 
Bouwplan (biologie)

## C
C14-datering - 
Catalogue of Life - 
Celbiologie - 
Chemotaxonomie - 
Chromalveolata - 
Clade - 
Cladistiek - 
Classificatie - 
Combinatio nova - 
Correcte naam - 
Cultuurvolger - 
Cruydeboeck

## D
Darwin, Charles
Dawkins, Richard - 
Determinatie - 
Diagnose - 
Dierentuin - 
Disjunct verspreidingsgebied - 
Divisie (biologie) - 
Domein (biologie) - 
Driedomeinensysteem

## E
Eilandbiogeografie - 
Encyclopedia of Life - 
Endemie (biogeografie) - 
Endosymbiontentheorie - 
Endosymbiose - 
Endosymbiotische genoverdracht - 
Embryologie - 
Ergasiofyt - 
Eubacteria - 
Eukaryoten - 
Evolutie (biologie) - 
Evolutie van de mens - 
Evolutiebiologie - 
Evolutietheorie - 
Evolutionaire systematiek - 
Evolutionisme - 
Excavata - 
Exoot

## F
Falanx (biologie) - 
Familie (biologie) - 
Fauna (biologie) - 
Flora (overzichtswerk) - 
Flora (plantkunde) - 
Floradistrict -
Florarijk - 
Floristiek -
Folksonomie - 
Fossiel - 
Fylogenetische nomenclatuur - 
Fylogenetische stamboom - 
Fylogenie - 
Fylum

## G
Gemeenschappelijke voorouder - 
Genetica - 
Genetische code - 
Genetische uitwisseling - 
Genetische variatie - 
Geschiedenis van de evolutietheorie - 
Geslacht (biologie) - 
Geslachtengroep - 
Gould, Stephen Jay - 
Gradualisme - 
Great American Biotic Interchange - 
Groepras

## H
Haeckel, Ernst - 
Hedwig, Johannes - 
Herbarium - 
Histologie - 
Holarctisch gebied - 
Holotype - 
Homologie (morfologie) - 
Homologie (genetica) - 
Homoplasie - 
Horizontale genoverdracht - 
Hort. - 
Hortus botanicus - 
Huxley, Thomas - 
Hybridennaam

## I
Idiochorofyt - 
Inburgering (biogeografie) - 
Incertae sedis - 
Infraklasse - 
Infraorde - 
Infrastam - 
Inheems - 
Integrated Taxonomic Information System - 
International Code of Nomenclature of Prokaryotes - 
International Committee on Taxonomy of Viruses - 
International Plant Names Index - 
Invasieve soort

## K
Klasse (biologie) - 
Kosmopolitische verspreiding - 
Kroongroep - 
Kunstmatige selectie

## L
Lamarck, Jean-Baptiste de - 
Lamarckisme - Landbrug - 
Lectotype - 
Linnaeus, Carl - 
LUCA - 
Lumpen en splitten - 
Lijn van Weber

## M
Massa-extinctie - 
Mendel, Gregor - 
Moderne synthese - 
Monera - 
Monofyletische groep - 
Monotypisch taxon - 
Morfologie (biologie) - 
Morphotaxon

## N
Natuurlijke selectie - 
Neotype - 
Nieuwe Biologische Nomenclatuur - 
Nomen ambiguum - 
Nomen conservandum - 
Nomen correctum - 
Nomen dubium - 
Nomen novum - 
Nomen nudum - 
Nomen oblitum - 
Nomenclatuur - 
Nomenclatuurregels - 
Nominale ondersoort - 
Nothospecies

## O
Onderfamilie - 
Ondergeslacht - 
Onderklasse (biologie) - 
Onderorde - 
Onderstam (biologie) - 
Ontwikkelingsbiologie - 
Opisthokonta - 
Orde (biologie) - 
Orthografische variant - 

## P
Paleontologie - 
Paleotropis - 
Palearctisch gebied - 
Paleogeografie - 
Panspermie - 
Pantropisch - 
Parafyletische groep - 
Parapatrische soortvorming - 
Paratype - 
Parvorde - 
Peripatrische soortvorming - 
PhyloCode - 
Pinetum - 
Plantengeografie - 
Plesiomorfie - 
Polyfyletische groep - 
Populatie (biologie) - 
Populatiegenetica
Prokaryoten - 
Protoloog - 
Punctuated equilibrium (biologie)

## R
Radiometrische datering - 
Rang (plantkunde) - 
Rang (zoölogie) - 
Ras (plant) - 
Reeks (biologie) - 
Rhizaria - 
Rubriceren - 
Rijk (biologie) - 

## S
Saltatie (evolutietheorie) - 
Sectie (biologie) - 
Seksuele selectie - 
Serie - 
Soort - 
Soortvorming - 
Stam (biologie) - 
Status (biogeografie) - 
Stratigrafie - 
Subtribus - 
Superfamilie (biologie) - 
Supergroep (biologie) - 
Superklasse - 
Superorde - 
Supersectie - 
Superstam (biologie) - 
Sympatrische soortvorming - 
Symplesiomorfie - 
Synapomorfie - 
Synoniem (dierkunde) - 
Synoniem (plantkunde) - 
Syntype - 
Systema naturae - 
Systematiek (biologie)

## T
Tautoniem - 
Taxon - 
Taxonomie (biologie) - 
Taxonomische rang - 
Teloomtheorie - 
Ternaire naam - 
Tribus (biologie) - 
Trinomen - 
Type (biologie) - 
Type (zoölogie) - 
Type-exemplaar - 
Typelocatie - 
Typesoort
Typologie -

## U
Uitsterven - 
Unikonta - 
Urbaan district

## V
Variëteit (biologie) - 
Vergaarbaktaxon - 
Verspreidingsgebied - 
Vicariant - 
Virusnomenclatuur - 
Vorm (biologie) - 
Vormtaxon

## W
Waddendistrict - 
Wallace, Alfred Russel - 
Wallacea - 
West-Palearctisch gebied - 
Wetenschappelijke argumenten voor evolutie - 
Wetten van Mendel - 
Wikispecies - 
Wildpark

## X
Xylotheek

## Z
Zoölogische nomenclatuur - 
Zustergroep
Zie ook:
- Lijst van auteursaanduidingen in de botanische nomenclatuur
- Lijst van zoölogen met hun afkortingen